# Apiletria apaurta
Apiletria apaurta är en fjärilsart som beskrevs av László Anthony Gozmány 1965. Apiletria apaurta ingår i släktet Apiletria och familjen Symmocidae. Inga underarter finns listade i Catalogue of Life.